# Kritikai realizmus
A kritikai realizmus művészeti irányzata a realizmuson belüli, a naiv realizmust követő fejlődési szakasz, a polgári társadalom problémáit, visszásságait feltáró művészi ábrázolásmód, tulajdonképpen a polgárság önkritikáját adja. Képviselői a művészi tükrözés magasabb szintjén, tudatosan fejlesztik tovább a realizmus addigi vívmányait, mint a művészi igazság kifejtését, az esztétikai teljességre törekvést, a tipikus megjelenítését, a típusalkotás belső dialektikáját, a mondanivaló és a formai megoldások egységét. A 19. században fejlődött ki, fő műfaja a regény, képviselői ezen téren Balzac, Stendhal, Gogol, Tolsztoj és mások. A 20. században már merített a nem realista művészi irányzatok eredményeiből is.
Elsősorban, de távolról sem kizárólag a marxista esztétika által használt fogalom, a nyugati, polgári művészettörténet helyette inkább a hasonló tartalmú „szociális realizmus” (angolul social realism, azaz társadalmi realizmus, nem tévesztendő össze a szocialista realizmussal) fogalmat használja. Hasonló tartalmat takar még a 19. századi polgári realizmus, vagy a nagyrealizmus kifejezés is.

## Jellegzetességei
A kritikai realizmus a valóság leírásához tudatos történelmi, tudományos szemlélettel közelít, mint például Walter Scott az Ivanhoe-ban Oroszlánszívű Richard korának ábrázolásakor, vagy amikor Balzac az Elveszett illúziókban leírja egy nyomdaüzem működését.
Az irányzat művészi eredményei a realizmus régebbi módszereihez képest történetileg és egyénileg egyaránt rendkívül változatosan jelennek meg az alkotók munkásságában, a művészet minden ágában és műfajában.
A kritikai realizmus a naív realizmushoz hasonlóan nem idegenkedik a fantasztikumtól, de azt hangsúlyozottan a kiélezés, a groteszk művészi eszközeként alkalmazza, mint Gogol Az orr, vagy Balzac A megbékélt Melmoth című elbeszélésében.